# Roland TR-909

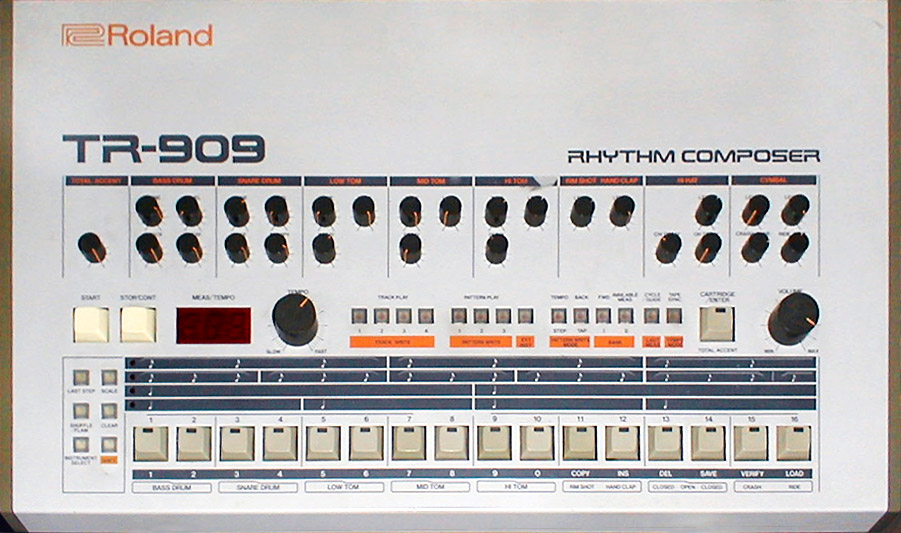
Panel frontal.

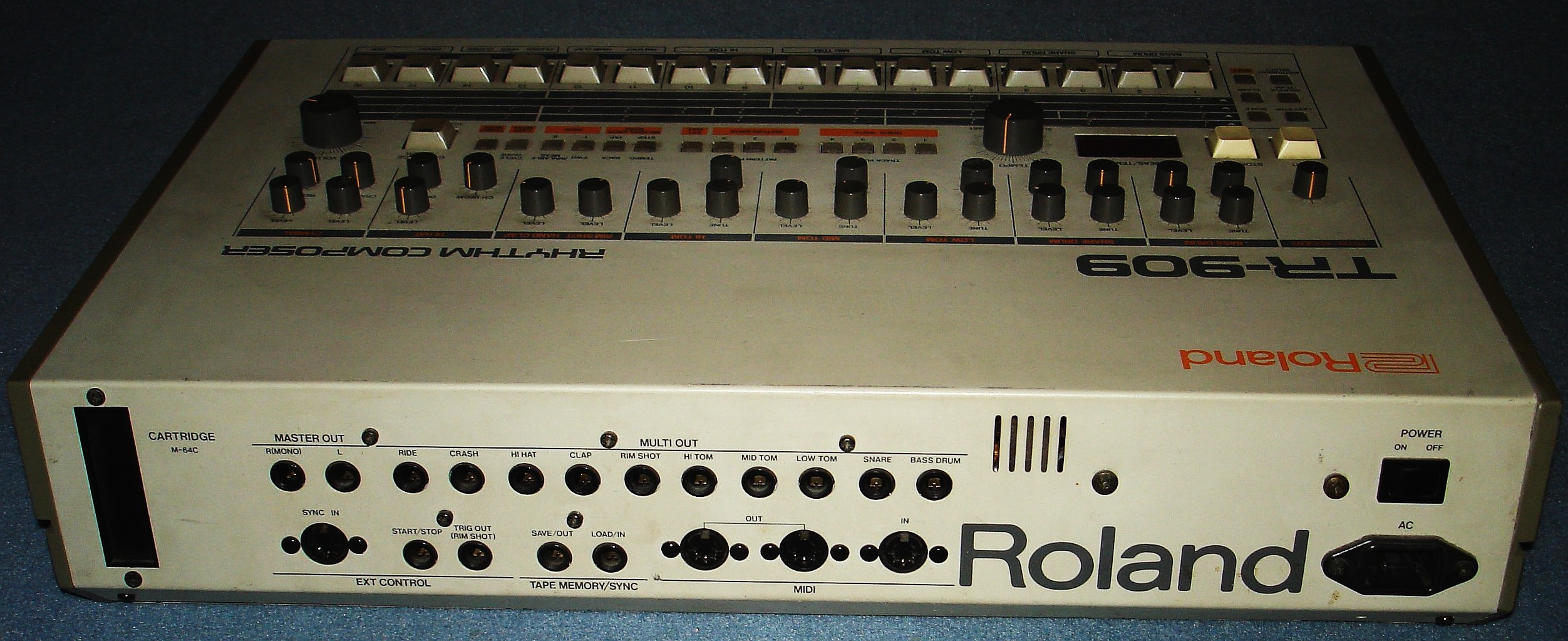
Parte trasera. Archivo: 909 bd.

La Roland TR-909 Rhythm Composer es una caja de ritmos parcialmente analógica, parcialmente basada en samples construida por Roland Corporation en 1983. Esta caja de ritmos, creación de Tadao Kikumoto, el ingeniero detrás del Roland TB-303, incorpora conexión MIDI, lo que le permitía sincronizarse con otros dispositivos, incorporando un secuenciador de 16 pasos y una batería, que en ese entonces, buscaba el realismo y la reducción de costos. Únicamente cerca de 10 000 unidades fueron producidas. 
Al igual que con el TB-303, el realismo de la TR-909 estaba severamente limitado por cuestiones técnicas, y esto se mostró cuando las máquinas fueron puestas a la venta a un precio relativamente bajo antes de que el entusiasmo por el techno y el acid comenzaran.
Contenía los siguientes sonidos:
- Bombo
- Caja
- Tom bajo
- Tom medio
- Tom alto
- Rim shot
- Aplauso
- Hi-hat
- Platillo

Todas las percusiones, excepto los hi-hats y platillos, eran generados sintéticamente; tiene un circuito oscilador con un filtro dedicado y una curva de envolvente. Los hi-hats y los platillos eran samples de 6 bits, comprimidas y combinadas con una curva de volumen del envolvente (y ajuste) para permitir ligeras modificaciones. Gracias al circuito análogo, varios aspectos del sonido de percusión pueden ser modificados (tono, ataque, decaimiento).
También cuenta con una función llamada "accent" (acento); un modo primitivo de humanizar los ritmos. En un modelo simplificado de un baterista y su batería, el volumen del sonido creado dependería básicamente de la velocidad a la que el baterista impacta una parte específica de su equipo. un baterista humano puede enfatizar ciertas notas tocándolas con mayor volumen, y el parámetro de acento proveía de un medio para dar realce a un paso en particular. Le tomó a la industria un tiempo ofrecer este efecto en las cajas de ritmo basadas en samples ya que multiplicaba el número de muestras encareciendo el producto debido al alto precio de la memoria en aquel momento.
Parte del encanto de la TR-909 viene de su secuenciador de 16 pasos; en la actualidad puede parecer primitivo, al no permitir la creación de grooves sutiles y al estar limitado en variaciones con únicamente 16 pasos para trabajar, mientras que un patrón de ritmo más vivo y complicado necesitaría mucho más que eso. En contraparte, al activar los botones 1, 5, 9 y 13 en la parte del bombo, se programa un ritmo de 4/4. Mientras que el secuenciador está funcionando, una luz recorre los pasos del 1 al 16.
La TR-909 tenía varios modos de edición: edición de patrones donde el usuario se enfoca únicamente en los 16 pasos, y la edición por pista, que permite encadenar varios patrones en serie. Debido a que cuenta con MIDI, también es posible controlar otros instrumentos con su secuenciador.
Esta máquina y su peculiar secuenciador (tanto Roland como otros fabricantes usaban un secuenciador basado en una rejilla, mostrando los puntos en LCD, o algún otro método que no mostraba los patrones en lo absoluto) fueron la base de las llamadas grooveboxes (cajas de grooves); estaciones de trabajo de sintetizadores con secuenciadores basados en pasos, usando generación de sonido basada en samples y un número de controles en tiempo real.
Otros fabricantes que tienen aparatos similares. Éstos son:
- Jomox XBase 09
- Korg Electribe R (mk I and II)

No todos necesitan de un secuenciador, así que los sonidos están disponibles en un rack de 1U de alto:
- Jomox AirBase 99
- Novation Drumstation

Adicionalmente, un clon de las partes del sintetizador de la TR-909 están disponibles en la forma de un equipo parcial: 9090. Este equipo incluye la tabla principal y PCBs de salida de audio, ROMs de samples, y un PIC Microcontroller (para manejar MIDI) pero requiere de un constructor para organizar los componentes y diseñar el lugar donde estarán contenidos.
(Las grooveboxes no están incluidas en esta lista pues contienen más que únicamente percusiones, aunque pueden haber copiado el principio del secuenciador de 16 pasos), existe una aplicación en Play Store llamada 909 la cual te permite tener todos los sonido de esta caja de ritmos.